# Косвиг (Саксония)
Косвиг (нем. Coswig, в.-луж. Kosowiki) — город в Германии, районный центр, расположен в земле Саксония. Подчинён земельной дирекции Дрезден. Входит в состав района Мейсен. Население составляет 21297 человек (на 31 декабря 2010 года). Занимает площадь 25,85 км². Официальный код — 14 2 80 040.
Город подразделяется на 5 городских районов.